# MKS Poręba
MKS Poręba – klub piłkarski z Poręby, założony w 1919 roku jako Przemsza Poręba. Największym sukcesem klubu jest gra w III lidze. Obecnie klub nie bierze udziału w rozgrywkach ligowych.

## Historia
Klub powstał w 1919 roku pod nazwą Przemsza Poręba. W 1936 roku klub awansował do klasy A. W 1938 roku zmieniono nazwę na Mechanik Poręba, jako że klub sponsorowało Stowarzyszenie Mechaników Polskich z Ameryki. W tym okresie zespół występował w klasie A. W latach 1945–1946 klub działał pod nazwą Przemsza, a w latach 1946–1950 jako Robotniczy Klub Sportowy. W 1950 roku przyjął nazwę Stal, a jego sponsorem została Fabryka Urządzeń Mechanicznych Poręba. Poza piłkarską w klubie prowadzono również sekcje: kajakową, motorową, siatkarską (od 1947), koszykówki, tenisa stołowego, lekkoatletyczną (od 1948), szachową, tenisa ziemnego (od 1950), hokeja na lodzie (od 1953), bokserską (od 1955), brydża sportowego. W sezonie 1950/1951 zespół wystąpił na szczeblu centralnym Pucharu Polski, ulegając w pierwszej rundzie 1:2 Spójni Katowice. W 1951 roku klub zajął trzecie miejsce w klasie A. W 1954 roku uzyskano czternastą pozycję, a w 1956 – szóstą. W 1957 oraz 1958 roku Stal Poręba była ósma w III lidze. W 1960 roku klub zajął piąte miejsce w klasie A. Stal funkcjonowała do 1992 roku, kiedy to FUM wycofała się z finansowania klubu.
W 1993 roku utworzono Miejski Klub Sportowy MKS Poręba. W sezonie 2003/2004 siatkarze klubu występowali w II lidze.